# Буссо, Джузеппе
Джузеппе Буссо (итал. Giuseppe Busso; 27 апреля 1913 года, Турин — 3 января 2006 года, Арезе) — конструктор автомобильных двигателей Alfa Romeo и Ferrari. 

## Биография
Буссо родился в Турине, где получил профессию инженера. 
В 1937 поступил на работу в отдел по разработке авиационных двигателей в компании FIAT. В январе 1939 года Джузеппе Буссо перешёл в Alfa Romeo, где занимался разработкой двигателей для гоночных автомобилей под руководством Орацио Пулиджи.
В 1946 году он стал техническим директором Ferrari и участвовал в разработке V12 1.5 л двигателя для Ferrari 125 Sport. 
В 1948 году Буссо вернулся в Alfa Romeo и работал там до 1977 года. Он участвовал во всех технических проектах для автомобилей Alfa Romeo. Принял участие в создании двигателей для Alfa Romeo 1900, Giulietta, Giulia, 1750, 2000 и Alfetta. C 1900-й моделью был представлен разработанный Буссо 4-цилиндровый двигатель Alfa Romeo Twin Cam. Другая его масштабная работа — это Alfa Romeo V6 двигатель, который он разработал в начале 70-х годов, но был представлен только на Alfa 6 в 1979 году.
Его последним проектом был 2,5-литровый двигатель V6, впервые появившийся в Alfetta GTV6 и Alfa Sei. 
Джузеппе Буссо умер 3 января 2006 года в возрасте 92 лет в Арезе через три дня после того, как остановилось производство разработанных им двигателей V6, который производился больше 25 лет.